# Claffo
Claffo was omstreeks 490-500 koning van de Longobarden ten tijde van de Grote Volksverhuizing. Hij was de zoon van Godehoc. Hij werd opgevolgd door zijn zoon Tato.
Claffo is een van de Langobardische koningen waarover door Paulus Diaconus slechts heel summier geschreven is. Uit de periode dat hij over de Longobarden heerste zijn daarom ook geen gebeurtenissen bekend.